# Distel (Heraldik)
Die Distel ist in der Heraldik eine gemeine Figur und gehört, wie die Rose und die Lilie, zu den häufigsten Wappenblumen. Dargestellt wird vorrangig die Eselsdistel. Die geschlossene Blüte zeigt blaue Blütenblätter und der Blütenkelch mit Stiel sind grün. Blätter werden stachlig paarweise gezeigt. Die Seitenansicht der Pflanze wird bevorzugt.
Die große Bekanntheit in der Heraldik wurde durch die Darstellung auf dem Postament des Vereinigten Königreichs von Großbritannien als Zeichen für Schottland erreicht. In Nancy ist die Distel zum Widerstandszeichen geworden. Die Wappendevise bezieht sich hier auf die Distel im Wappen und beschreibt das Wesen der Pflanze: Qui s’y frotte s’y pique (deutsch „Wer sich daran reibt, sticht sich daran“). Auch Montreal führt in Stadtwappen und Flagge diese Blume. Das Wappen von Albstadt zeigt eine Silberdistel, ebenso jenes von Böttingen in stilisierter Form wie beim Pollenfelder Wappen. In Baienfurt handelt es sich um eine Weberdistel (botanisch eine Karde, keine Distel).
In Pithiviers wird sie zwei über eins im Dreipass gezeigt. Die Distel ist auch für redende Wappen eine naheliegende Wappenfigur, so bei Distelhausen.
Der Esel als Wappentier hat die Distel oft als Merkmal im Maul.
Die Bezeichnung „Distel“ ist teilweise etwas ungenau, wie z. B. bei der „Weberdistel“ im Wappen der Stadt Dillstädt, die botanisch korrekt eine Karde ist.
Orden haben die Distel als Symbol gewählt, so der Distelorden (Schottland) oder der Orden der Distel (Frankreich).
Sowohl die Cricket-Nationalmannschaft als auch die Rugby-Union-Nationalmannschaft Schottlands verwenden die Wappenpflanze in ihren Logos.

## Beispiele

Wappen von Knokke-Heist mit Stranddistel
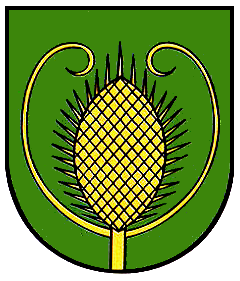
Wappen von Dillstädt mit Distelkolben
Wappen von Nancy
Wappen von Pollenfeld mit Silberdistel